# Tratado de Paris (1952)
Em Maio de 1952 foi assinado em Paris pelos governos da França, Alemanha, Itália e da Benelux um tratado estabelecendo a Comunidade Europeia de Defesa, um mecanismo que iria coordenar as forças armadas de toda a Europa.